# 7392 Kowalski
A 7392 Kowalski (ideiglenes jelöléssel 1984 EX) a Naprendszer kisbolygóövében található aszteroida. Edward L. G. Bowell fedezte fel 1984. március 6-án.